# Ниуми
Ниу́ми, также известное как Барра — африканское государство доколониальной эпохи, располагавшееся в устье реки Гамбия и простиравшееся почти на 60 километров вдоль и к северу от реки. На протяжении большей части своего существования восточная граница государства была занята царством Баддибу, а на севере располагалась открытая саванна, где располагалось государство Салум. Официально став частью колонии и протектората Гамбия в 1897 году, территория королевства Ниуми в настоящее время образует районы Верхний Ниуми и Нижний Ниуми округа Северный берег в Гамбии.

## Этимология
Первое письменное упоминание названия «Ниуми» было сделано в 1455/1456 годах венецианским исследователем Альвизе Када-Мосто, который записал слово «Гнумименсса», или, другими словами, «Ниуми манса», или король Ниуми. В «Путешествии Диогу Гомеша» упоминается название «номийцы». В старофранцузских письменах «Ny» пишется как «Gn», например, как «Gnomy» на карте Делиля 1726 года. Местные жители относятя к двум областям – Ниуми Бато и Ниуми Банта – приморский и горный районы Ниуми соответственно. По словам социолога Дэвида П. Гэмбл, «Ниуми» произносится как «Ниооми», с долгим «о», и был написан таким образом лингвистом Гордоном Иннесом. Некоторые люди также произносят это слово как «Ньюуми» со звуком «у». Слово «Ниуми», вероятно, означает «берег».
С XVII века по 1890-е годы королевство также называлось «Барра». Город Барра был первым портом на северном берегу реки Гамбия. Название, вероятно, происходит от португальского термина, обозначающего вход в гавань, но также может происходить от слова «бар» (фр. barre), поскольку полоса зыбучего песка была характерна для других устьев рек в регионе, например, в Сенегале. Когда в 1897 году был создан протекторат, название «Ниуми» снова вошло в обиход.

## История

### Ранняя история
Самые ранние жители Ниуми, вероятно, были собирателями моллюсков и рыбаками, возможно, связанными с современным народом серер. Позже в данную область пришли представители народа мандинка, основав деревни на берегу моря и реки. Клан «Джамме» из Бадибу основал сначала город Бакендик, а затем Ситанунку. Считается, что первыми правителями Ниуми были королевы, но первым королём был Самаке Джамме. Говорят, что Самаке пришёл к власти после того, как вместе с группой других правителей народа мандинка отправился из Гамбии к императору Мали, чтобы добиться признания их власти.
На заре истории данного государства началась обширная торговля солью с внутренними районами. Правители городов Сиин и Саалум разбогатели на этой торговле. Королевство также располагало большим количеством каноэ для торговли с внутренними районами и перевозки воинов. Предполагалось, что ранние государства мандинка, такие как Ниуми, будут платить дань соседним государствам народов серер и волоф. Следующим кланом, поселившимся в Ниуми, была семья воинов из государства Каабу на юге, носившая фамилию Маане. Маане покорили коренных жителей южного берега реки Гамбия и поселились в городе Бруфут. Однако некоторые переправились через реку, вероятно, чтобы помочь клану Джамме отбиться от агрессии серер и волоф. Клан Маане поделил власть с кланом Джамме и основали города Канума и Буньяду.
Наконец, появился третий крупный клан, названный «Сонко». Происхождение Сонко неясно. По одной версии, это были воины племени мандинка под предводительством Амари Сонко, по другой, что они были связаны с кланом Сонко Ябу, который жил на южном берегу посреди реки Гамбия, а по третьей, что они изначально были представителями народа фульбе и произошли от Коли Тенгуэллы. Последняя теория происхождения, вероятно, является более поздним новоделом, призванным укрепить легитимность королей сонко в Ниуми. Сначала сонко поселились на границах государств Сиин и Саалум и собирали налоги для владык пемён серер и волоф, но позже они решили помочь Джамме и Маане в их борьбе. Они основали города Берендинг и Джифет. Семья Джифете позже разделилась на Эссауи и Сика. Эта консолидация власти тремя королевскими кланами, вероятно, была завершена к началу XVI века.
В то время семь городов, принадлежавших трём основным кланам, поочередно управляли Ниуми. Дэвид П. Гэмбл описывает это следующим образом:
| Номер | Город                         | Клан   | Кол-во правителей |
| ----- | ----------------------------- | ------ | ----------------- |
| 1     | Бакендик                      | Джамме | 10                |
| 2     | Канума                        | Маане  | 9                 |
| 3     | Ситанунку                     | Джамме | 8                 |
| 4     | Эссау Еленкунда               | Сонко  | 9                 |
| 5     | Буньяду                       | Маане  | 7                 |
| 6     | Эссау-Мансаринг Су; Берендинг | Сонко  | 16                |

### Ранняя европейская торговля и поселения
Первое взаимодействие с европейцами произошло в 1446 году. Тогда между португальцами и местными жителями произошёл конфликт, ввиду чего, первым пришлось покинуть берега реки Гамбии. Однако через десять лет Португалия и Ниуми решили, что лучшим делом будет всё же вести торговлю чем конфликтовать между собою.
Несмотря на ранние контакты с европейскими торговцами и исследователями, первая попытка обосноваться в Ниуми была предпринята только в середине 1600-х годов. В 1651 году к берегам Ниуми прибыли курляндцы, поданные Речи Посполитой, которые посетили Собачий остров. Они назвали остров Хондэ-Эйлат и обратились с просьбой разрешить им обосноваться на нём. Однако позже они решили обосноваться выше по реке на острове, не принадлежащем Ниуми, под названием остров Святого Андрея. В 1651 году Якоб Кеттлер, герцог Курляндский, добился от нескольких местных вождей уступки не только острова Святого Андрея, но и земель в Баньон-Пойнте (также известном как Халф-Дие), Джуффуре и Гассане. Из Курляндии были отправлены поселенцы, купцы и миссионеры, а на острове Святого Андрея и на мысе Баньон был возведён форт. Таким образом остров Святого Андрея стал первой и единственной заморской колонией герцогства, а как следствие и Речи Посполитой, в Африке. Курляндцы верили, что обладание этими территориями даст им контроль над рекой и позволит взимать плату за проезд со всех, кто пользуется этим водным путём. Они возвели форт из местного песчаника, назначили лютеранского пастора и разместили пушки на острове таким образом, чтобы контролировать оба канала – северный и южный. Но из этого ничего не вышло. В 1658 году Кеттлер был схвачен шведами во время Шведского потопа. Как следствие, больше не было средств для содержания гарнизонов и поселений в Гамбии.
В 1660-х годах англичане построили временное укрепление на Собачьем острове, переименовав его в остров Чарльза. 18 марта 1661 года английская эскадра, под командованием Холмса Роберта, подошла к острову Святого Андрея и под угрозой бомбардировки форта заставили гарнизон сдасться. И таким образом англичане захватили остров у курляндцев, на следующий день Холмс переименовал остров Святого Андрея в остров Джеймс, в честь герцога Йоркского, но их главный гарнизон оставался на острове Чарльза до 1666 года. Англичане проявили интерес к Гамбии в связи с сообщениями о существовании золотых приисков в верховьях реки. В 1662 году Голландская Вест-Индская компания предприняла несколько попыток завладеть фортом. Во-первых, они попытались настроить туземцев Ниуми против англичан, во-вторых, предлагали взятки некоторым английским офицерам и, наконец, пытались обстрелять форт. Ни одна из этих попыток не увенчалась успехом, и англичане успешно закрепились в регионе.
В 1678 году француз по имени Дюкасс основал небольшой торговый пост на острове Чарльз, но вскоре он и его люди были убиты туземцами. Гэмбл рассказывает, что это произошло потому, что остров был священным для жителей Ситанунку, одной из семи королевских деревень Ниуми. В 1681 году французы основали более постоянную торговую факторию на материке, ныне известную как Альбреда.
Фрэнсис Мур в 1738 году описал Собачий остров как находящийся на расстоянии мушкетного выстрела от берега Ниуми, а также сообщил, что тамошний форт сейчас находится в руинах. Европейцы вновь начали осваивать остров в XIX веке, и в конце 1810-х годов, когда британцы основали город Батерст на противоположном берегу реки, на нём начали добывать камень.

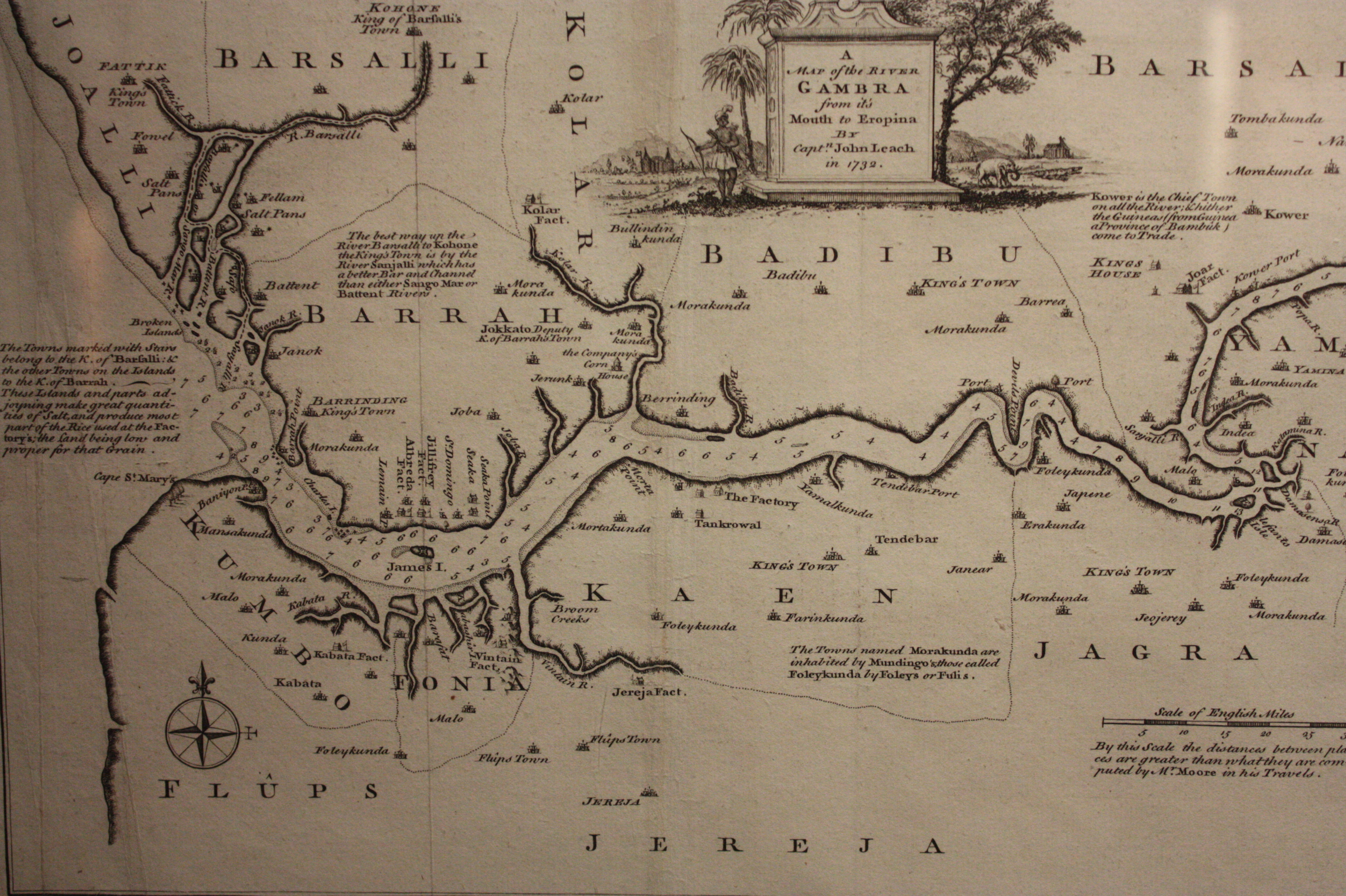
Карта африканских госуарств на реке Гамбия 1732 года, составленная капитаном Джоном Личом, на которой Ниуми изображена как Барра.

На протяжении большей части XVIII века Ниуми процветала благодаря своему выгодному положению на торговых путях. Короли распространили свою власть над Ниуми-Бато на севере, в сторону дельты Салума, а также на восток, в Джокаду.

### XIX век
В начале XIX века король Ниуми считался «более грозным для европейцев, чем любой другой вождь на реке». С каждого проходящего судна взималась плата в размере 20 фунтов стерлингов. Эти пошлины часто взимал лично алкаид, или губернатор, городка Джиллифри. Доходы снижались в связи с уменьшением атлантической работорговлей, однако обычная торговля не могла восполнить пробел. В 1816 году британцы основали город Батерст на противоположном берегу реки Гамбия и начали активно бороться с работорговлей, что сильно ударило по экономическому благополучию правителей Ниуми.

#### Война за уступленную Милю и Барру
В 1823 году королём Ниуми стал Бурунгай Сонко, который очень не любил британцев. Он взимал значительные сборы с торговцев из Батерста, которые работали в Ниуми, и в 1823 году отклонил просьбу Великобритании установить пушечную батарею на берегу напротив Батерста. В итоге его поведение очень сильно разозлило британцев и те решили использовать грубые методы, в 1826 году под угрозой бомбардировки со стороны британского фрегата Мэидстон Бурунгай подписал договор о передаче территории, позже ставшая известная как Уступленная миля, под контроль британцев. В Барра-Пойнт был немедленно построен форт под названием «Форт Буллен», названный в честь капитана корабля Мейдстон Чарльза Буллена. Уступленная миля имела ширину 1,6 км, длину 58 км  и простиралась от ручья Буньяду в устье реки Гамбия до ручья Джанкарда. Небольшая часть этой территории была зарезервирована в Альбреде для французов, где они основали торговую факторию. В данном соглашении, подписанным Бурунгаем, Ниуми отказывалось от своих территориальных претензий на контроль над рекой и уступленные территории. Взамен британцы согласились платить 400 долларов в год.
В этот период ряд факторов оказывал давление на экономику Ниуми. Создание форта Буллен послужило перекрытию источников дохода, на которые ранее полагалась Ниуми, то есть работорговли и пошлин, взимаемых с судов работорговцев, заходивших в реку Гамбия. Британцы сократили свои платежи Ниуми, поскольку посчитали, что местные негры плохо обращаются с их торговцами. Они также основывали новые фактории выше по реке, что уменьшило влияние посредников в Барре.
В 1831 году английское сельскохозяйственное общество попыталось создать поселение для освобождённых рабов и пенсионеров на Собачьем острове, но 20 августа эти поселенцы были изгнаны из-за священного характера этой земли.
На следующий день, после нескольких лет постепенной британской колонизации, разразилась война на мысе Барра. Предположительно, искра вспыхнула, когда двое негров из Ниуми вошли в Форт Буллен, пьяные и с абордажными саблями в руках, и потребовали, чтобы их бесплатно обслужили. Когда хозяин столовой отказался, один из них выстрелил в него из мушкета, но промахнулся. На следующий день британцы послали отряд за этими двумя неграми, но из-за напряжённой политической обстановки перед фортом собралась большая толпа. После однодневного сражения, в ходе которого было разрушено небольшое колониальное поселение недалеко от форта, британские войска эвакуировали форт Буллен, вновь оставив Ниуми этот стратегический пункт, господствующий над устьем реки.
Полагая, что нападение на Батерст неизбежно, британцы обратились за помощью. Французские войска из Горе, а также морские пехотинцы из Сьерра-Леоне усилили британцев. Силы Ниуми ещё больше укрепили Барра-Пойнт. Наконец, в ноябре британцы отбили форт Буллен, а в январе 1832 года подписали с Ниуми мирный договор, подтверждающий уступку земель британцам. В последующие годы после этой неудачи торговля пчелиным воском и шкурами увеличилась, но правящая элита Ниуми не могла облагать её налогом и поэтому искала альтернативные источники дохода.

#### Бунт Джокаду
В 1840-х годах Джокаду восстал против все более хищнических лидеров Ниуми. Ниумиманса Демба Сонко нанял знаменитого воина народа мандинка Келефу Саане, героя популярной в наше время песни гриотов, для помощи в подавлении восстания. Он также нанял отряд из 700 наёмников из народа сонинке. Их лидер Ансумана Джаджу женился на одной из дочерей Дембы и стремился к дальнейшему приобритению власти для себя. Однако народ восстал против Ансуманы, и в 1856 году вспыхнула гражданская война. Чтобы предотвратить массовое убийство сонинке, британский губернатор заключил перемирие и направил войска вверх по реке к Фаттатенду, чтобы оградить тех от опасности.

#### Вторжение мурабитов
После смерти Дембы Сонко в 1862 году наступил период междуцарствия, прежде чем его преемник, Бунтунг Джамме, взошёл на престол. На большей части региона в это время бушевали войны между язычниками сонинке и мусульманами-мурабитами. Один из военачальников вождя марабутов Маба Дьяхоу Ба, волоф по имени Амер Фаал, воспользовался возможностью, чтобы вторгнуться в Ниуми. Он захватил Джокаду, вынудив местного правителя принять ислам. Фаал пересёк Ниуми, и Маба, узнав об этом, собрал силы, чтобы последовать за ним. Новый король Ниуми укрылся в Батерсте, но вожди Берендинга и Эссау приготовились выступить против мурабитов. Они послали письмо британскому губернатору Джорджу Аббасу Кооли Д'Арси с просьбой о помощи. Губернатор был полон решимости сохранять нейтралитет, но согласился эвакуировать Альбреду и защитить женщин и детей в форте Буллен.
Силы Ниуми покинули Берендинг и согласились сосредоточить свои силы в Эссау, где были сильные укрепления. Берендинг был разрушен. В ответ на просьбу Д'Арси Маба согласился не нападать на Эссау. Он не хотел будоражить губернатора, поскольку полагался на Батерст в поставках оружия и боеприпасов. Д'Арси встретился с обеими сторонами, чтобы договориться о мире, но вскоре перемирие было нарушено. Маба захватил скот, принадлежавший королевской семье Ниуми, и при отступлении оставил его у Амера Фаала. Жители Эссау намеревались вернуть скот, но в феврале 1863 года Д'Арси организовал ещё одно перемирие.
Впоследствии Уступленная миля была наводнена беженцами беженцами из волофов и серер с земель, которые были опустошены Мабой. Им был предоставлен поселок Канума, который ранее был разрушен, и город Бантан Килинг, который был переименован в Фицджеральд-Таун. Позже город подвергся налёту Амера Фаала, который угнал скот жителей. Д'Арси не смог урегулировать спор путём переговоров и поэтому в июле 1866 года предпринял карательную экспедицию против города Фаала под названием Тубаб Колонг. В этом ему помогали силы Ниуми из Эссау. После победы в битве при Тубаб Колонге силы Ниуми продолжили сжигать преимущественно мусульманские деревни Ламин, Альбреда, Джуфуре и Сика.

## География и экономика

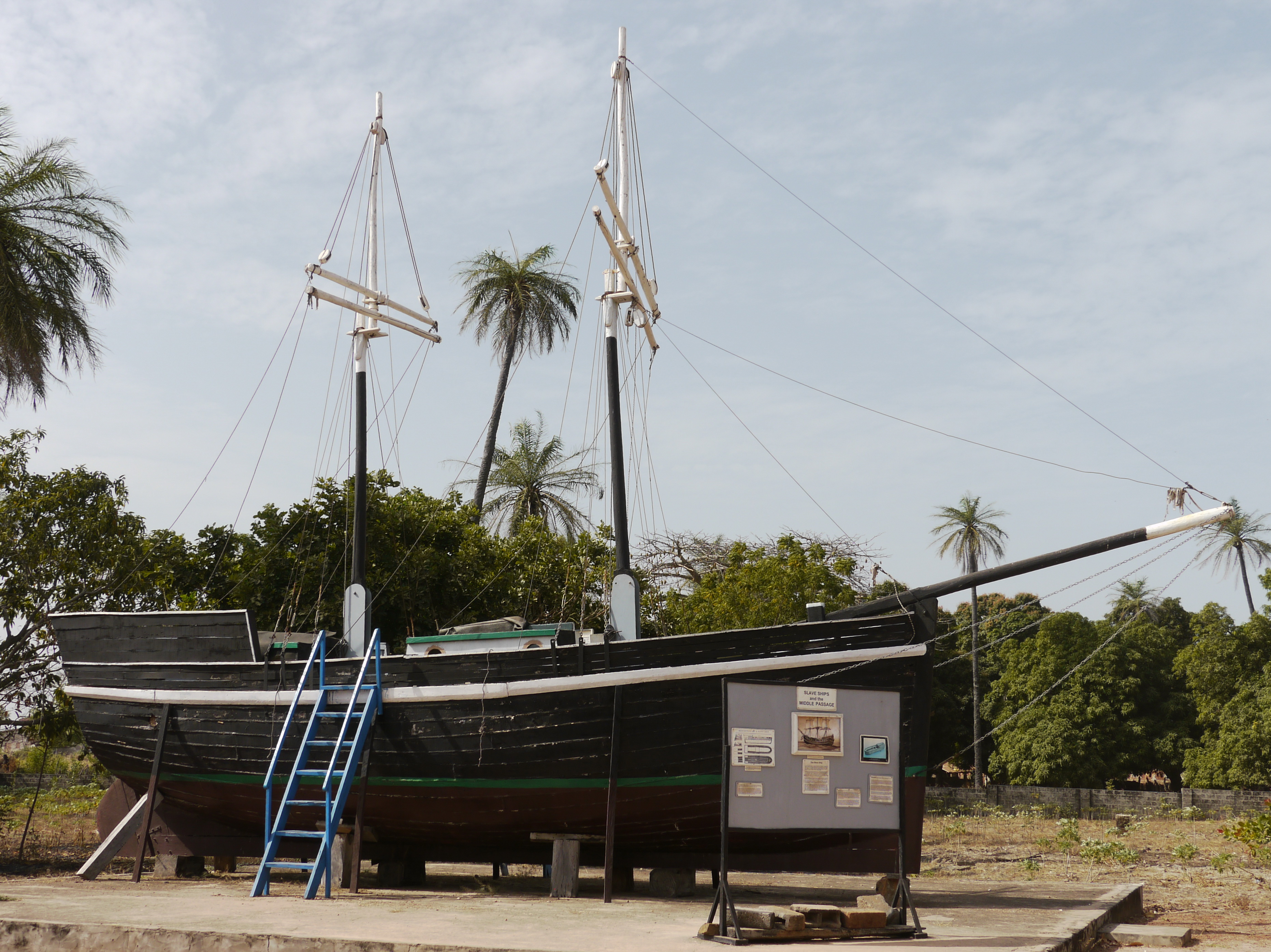
Реконструкция корабля работорговцев, Альбреда.

Ниуми располагался в открытой саванне, которая обеспечивала пастбища и сухую песчаную почву для выращивания арахиса. Баддибу, его восточный сосед, был одним из богатейших районов по производству арахиса на реке Гамбия, но не имел подходящего речного транспорта. Поскольку Ниуми была одним из немногих прибрежных районов Гамбии, не заросших мангровыми болотами, с государством пересекались важные сухопутные и водные маршруты. Элита Ниуми была активна в торговле, а также получала прибыль от взимания платы за проезд с проезжающих торговцев и постоянно проживающих европейцев.
Ниуми имел долгую историю торговли благодаря своему выгодному географическому положению. Она была источником соли для людей на востоке и юго-востоке. К XVIII веку Ниуми стало центром атлантической работорговли. Рабы, перевозившие слоновую кость, пчелиный воск, шкуры и трюмы, направлялись вниз по реке из Вули и других мелких африканских государств на восток для торговли в портах Ниуми Джиллифри или Альбреда. Их погружали на британские или французские корабли и отправляли в Вест-Индию. С введением запрета на работорговлю к 1840-м годам торговля переориентировалась на экспорта арахиса.

## Правители
Титул король назывался у местных жителей манса, с языка народа мандинка. В 1840 году британский губернатор в Гамбии Генри Вере Хантли подсчитал, что средний срок правления правителя составлял пять лет. Это происходило потому, что следующий город в очереди на трон пытался сократить его жизнь, незаметно добавляя яд в рацион правящего монарха. С этой целью часто использовалось чрезмерное употребление алкоголя. Также, когда правитель был некомпетентен, мог быть назначен регент.